# Siarczek miedzi(II)
Siarczek miedzi(II), CuS – nieorganiczny związek chemiczny, sól siarkowodoru i miedzi na II stopniu utlenienia. Występuje w przyrodzie jako ciemnoniebieski minerał kowelin.

## Otrzymywanie
Najczystszy CuS jest otrzymywany z pierwiastków. Konieczny do tego proszek miedziany powinien być otrzymany przez pirolizę szczawianu miedzi(II). W pierwszym etapie, zachodzącym w temperaturze pokojowej do proszku miedzianego dodaje się rozcieńczony roztwór siarki w CS
2. Powstaje wówczas Cu
2S:
2Cu + S → Cu
2S
Następnie mieszaninę przenosi się do reaktora, dodaje nadmiar siarki, zamyka hermetycznie i ogrzewa parą przez kilka godzin, uzyskując docelowy związek:
Cu
2S + S → 2CuS
Produkt sączy się, przemywa CS
2 i suszy próżniowo.
CuS można też otrzymać poprzez strącanie z roztworu soli miedzi(II) za pomocą siarkowodoru:
Cu2+
 + H
2S → CuS↓ + 2H+

Tak uzyskany związek jest jednak niejednolity.

## Właściwości
Nie rozpuszcza się w wodzie ani w etanolu. Roztwarza się w wodnym roztworze amoniaku, tworząc związki kompleksowe. Na wilgotnym powietrzu utlenia się do CuSO
4. Gwałtownie reaguje z silnymi kwasami oraz silnymi utleniaczami.